# Садовое (Московский район)
Садовое (кирг. Садовой) — село в Московском районе Чуйской области Кыргызстана. Административный центр и единственный населённый пункт Садовского аильного округа. Код СОАТЕ — 41708 217 837 03 0.

## География
Село расположено в северо-западной части области, на левом берегу Большого Чуйского канала, восточнее села Беловодское, административного центра района. Абсолютная высота — 764 метра над уровнем моря.

## Население
| год     | 2009 | 2014 | 2015 |
| ------- | ---- | ---- | ---- |
| человек | 9988 | 8500 | 8606 |